# Національний театр імені Міхая Емінеску
Націона́льний теа́тр і́мені Міха́я Еміне́ску (рум. Teatrul Național «Mihai Eminescu») — драматичний театр у місті Кишиневі (Молдова) розташований у будівлі на бульварі Штефан чел Маре ші Сфинт, № 79.

## Історія

### Передісторія
10 жовтня 1920 року з ініціативи групи діячів місцевої інтелігенції та громадських активістів на чолі з міністром Бессарабії в румунському уряді Сергіу Т. Ніце, у Кишиневі був заснований перший у Бессарабії стаціонарний румунський театр. Крім Ніце фундаторами закладу стали румунський історик Штефан Чобану, письменники: Ніколає Н. Белдічану, Ніколає Белдіман, Леон Донічі та режисер Георге Міту Думітріу. Дебютом стала вистава «Fântâna Blanduziei» за Васіле Александрі. Трупа театру пропрацювала один сезон, поставивши 25 спектаклів. У 1922 році на вимогу Міністерства культури було розроблено проєкт створення постійної трупи Міністерства мистецтв по Бессарабії, Буковині та Трансільванії. Бухарестським акторам Василе Леонеску та Костянтину Меркулеску доручили реорганізацію театру у Кишиневі. Новий його склад поставив на сцені як оригінальні п'єси, так і твори класичної французької, італійської, російської, норвезької драматургії.
Протягом десятиліття директорами Національного театру в Кишиневі були Георге Топирчану, Корнеліу Сакел Ареску, Іон Лівеску. Славу першому професійному театру у Кишиневі створювали актори Еміль Ботта, Штефан Брабореску, Серджіу Кужбе, Мішу Фотіно. Наказом міністерства у 1935 році театр був закритий «з фінансових причин».

### Радянський період
Сучасний театр створений у 1933 році у Тирасполі під назвою Перший молдавський драматичний театр. У 1939 році став музично-драматичним. У 1940 році, після приєднання Бессарабії до СРСР, переведений до Кишинева. Під час німецько-радянської війни частина трупи пішла на фронт, частина, що залишилася, евакуювалася; актори вступили у молдавський ансамбль пісні та танцю, у концертні бригади, які обслуговували військові частини. У 1943 році трупа зібралася у місті Марах Туркменської РСР, відновила свою творчу діяльність і у 1944 році повернулася до звільненого від окупації Кишинева.
При театрі були організовані у 1945 році — балетна та у 1947 році — оперна студії. У 1955—1957 працював як Молдавський театр опери, балету та драми. 1957 року театру присвоєне ім'я Олександра Пушкіна. У 1960 році, після участі у Декаді молдавської літератури та мистецтва у Москві, нагороджений орденом Трудового Червоного Прапора. 1974 року театру присвоєне звання академічного.
Від 1988 року театр дістав назву на честь румунського класика Міхая Емінеску.

### Незалежна Молдова
Від липня 1994 року, після творчого конкурсу, театр офіційно отримав статус Національного. Вистави театру здобули симпатії публіки на престижних театральних оглядах:
- Фестивалі імені І. Л. Караджіале (Бухарест, 1993 та 1994);
- Фестивалі європейських шкіл театру (Тиргу-Муреш, 1994);
- Фестивалі комедії у Бухаресті (1995);
- Фестивалі імені А. П. Чехова (Москва, 1998);
- Фестивалі «Divadelna Nitra'98» (Словаччина);
- Фестивалі «Золотий лев» (Львів 1998);
- Фестивалі комедії у Васлуї (Румунія, 2000, 2005, 2008);
- Гала-святі національних театрів (Клуж-Напока, 2000);
- Фестивалі експериментального театру (Каїр, 1996, 2001, 2005).

## Репертуар
За роки свого існування театр поставив багато п'єс із класичної і сучасної національної драматургії, а також зарубіжних авторів, зокрема:
- «Перемога» Самуїла Лехтцира (1933);
- «Міжбур'я» Дмитра Курдіна (1933);
- «Стася» Россовського (1934);
- «Одруження» Миколи Гоголя (1934);
- «Ліс» Олександра Островського (1935);
- «Два світи» Думітру Мілєва (1936);
- «На дні» Максима Горького (1936);
- «Ревізор» Миколи Гоголя (1937);
- «Без вини винні» Олександра Островського (1937);
- «Коли стигне виноград» групи авторів (1937);
- «Гайдуки» Івана Ром-Лебедєва (1937);
- «Любов Ярова» Костянтина Треньова (1938);
- «Назар Стодоля» Тараса Шевченка (1938);
- «Земля» Миколи Вірти (1939);
- «Котовський» Юрія Дольда (1939);
- «Штефан Битке» Лева Барського (1941);
- «Одруження Фігаро» П'єра Бомарше (1941);
- «Руські люди» Костянтина Симонова (1944);
- «Травнева ніч» за Миколою Гоголем (1945);
- «Безприданниця» Олександра Островського (1946);
- «Кремлівські куранти» Миколи Погодіна (1947);
- «Євгеній Онєгін» Петра Чайковського (1947);
- «Панянка-селянка» Бориса Асаф'єва (1947);
- «Весілля в Малинівці» Бориса Александрова (1947);
- «Мирандолина» Сергія Василенка (1948);
- «Фауст» Шарля Гуно (1948);
- «Закон честі» Олександра Штейна (1948);
- «Слуга двох панів» Карло Ґольдоні (1948);
- «Татарбунарське повстання» Рис і Кравцева (1949);
- «Прибуткове місце» Олександра Островського (1949);
- «Світло» Андрія Лупана (1949);
- «Демон» Антона Рубінштейна (1949);
- «Вільний вітер» Ісака Дунаєвського (1949);
- «Особняк у провулку» братів Тур (1950);
- «Калиновий гай» Олександра Корнійчука (1950);
- «Трембіта» Юрія Мілютіна (1950);
- «Дівиці-красуні» Олексія Симукова (1952);
- «Пісня про Лепушницю» Рахміла Портного (1952);
- «Загублений лист» Йона Караджале (1952);
- «Вороги» Максима Горького (1952);
- «Весілля з посагом» Миколи Дьяконова (1953);
- «Людина з рушницею» Миколи Погодіна (1953);
- «Марійчине щастя» Леоніда Корняну і Євгена Геркена (1953);
- «Чарівна булава» Лівіу Деляну (1953);
- «Килим Іляни» Леоніда Корняну (1953);
- «Сергій Лазо» Єлизавети Бондарєвої (1953);
- «Бідність не порок» Олександра Островського (1954);
- «Грозован» Давида Гершфельда (1955);
- «Шукачі щастя» Васильєва (1955);
- «Дівчина щастя шукала» за Ольгою Кобилянською (1955);
- «Тартюф» Мольєра (1955);
- «Роки блукань» Олексія Арбузова (1955);
- «Людина та вовк» Анжела Гімери (1956);
- «Синзяна та Пепеля» Васіле Александрі (1956);
- «Заради сімейного вогнища» Івана Франка (1956);
- «Свекруха з трьома невістками» за Йоном Крянге (1957);
- «Гіркота кохання» Леоніда Корняну (1957);
- «Розлом» Бориса Лавреньова (1957);
- «Гроза» Олександра Островського (1958);
- «Овідій» Васіле Александрі (1958, 1969);
- «Вируючий Дунай» Єміліана Букова (1958);
- «Нелітаючі пташки» Рахміла Портного (1959);
- «Барабанщиця» Афанасія Салинського (1959);
- «Влада темряви» Льва Толстого (1960);
- «Колесо часу» Андрія Лупана (1961);
- «Король Лір» Вільяма Шекспіра (1961);
- «Фауст і смерть» Олександра Левади (1961);
- «Каса маре» Йона Друце (1962);
- «Фараони» Олексія Коломійця (1962);
- «Швейк у Другій світовій війні» Бертольда Брехта
- «Не робіть мені добра!» Георге Маларчука (1963);
- «Два життя і третє» Феодосія Видрашку (1963);
- «Тригрошова опера» Бертольда Брехта (1964);
- «Яський карнавал» Васіле Александрі (1969);
- «Птахи нашої молодості» Йона Друце (1973);
- «Голова» Дмитра Матковського (1975);
- «Батько» Дмитра Матковського (1979);
- «Жайворонок» Жана Ануя (1979).

## Колектив
До першої трупи у 1933 році увійшли випускники Молдавської студії Одеського театрального інституту. Протягом 1937—1939 років колектив поповнювався випускниками цього ж навчального закладу; у 1952 році — Ленінградського театрального інституту у 1954 році — Ленінградського театрального училища; у 1961, 1964 роках — Інституту мистецтв імені Гавриїла Музическу; у 1969 році — Державного інституту театрального мистецтва.
У трупі працювали: народні артисти СРСР Домініка Дарієнко, Євген Уреке, Кирило Штирбул, народні артисти Молдавської РСР Мефодій Апостолов, Петро Баракчі, Трифон Грузін, Катерина Казімірова, Костянтин Константинов, Аркадій Плацинда, заслужені артисти Молдавської РСР Андрій Нагіц, Таїсія К. Шаєва, Йосип Левяну, Володимир Кокоц, Олімпій Ф. Руснак, Ф. Т. Торпан, Валентина Садовська; художником — заслужений діяч мистецтв Молдавської РСР Анатолій Шубін; головними режисерами — Віктор Герлак, з 1963 року — Валерій Купча; головним балетмейстром — Н. П. Колокольников, диригентом — Ф. Євтодієнко, хормейстром — Є. Богдановська.

## Будівля театру

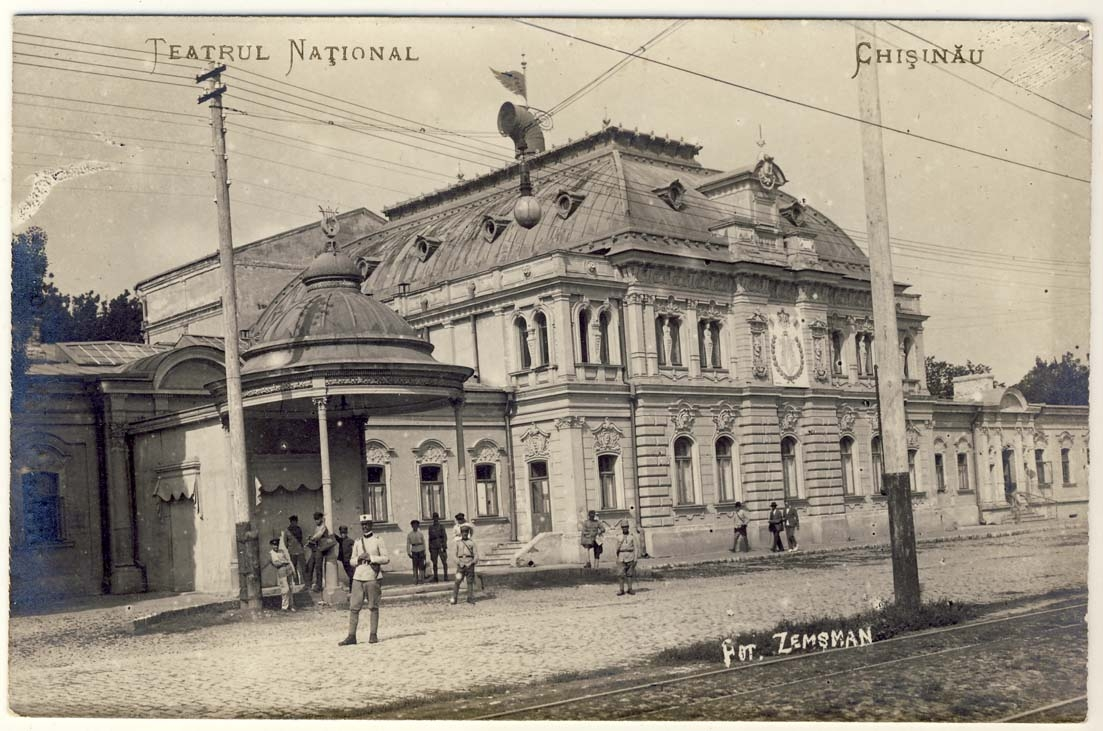
Стара будівля.

Будівля театру має статус пам'ятки мистецтва, архітектури та історії національного значення і внесена до Реєстру пам'яток історії та культури міста Кишинева за ініціативою Академії наук Молдови.
Перша будівля була зведена на початку 1930-х в стилі неокласицизму, але у зв'язку з економічною кризою будівництво законсервували. У 1949—1953 роках виконано проєкт під керівництвом архітектора Галаджеви з об'єднання тресту «Театрпроєкт», інтер'єри та фасади — під керівництвом архітекторів В. Ф. Смирнова та В. П. Александрова зі збереженням міжвоєнних форм і стилістики. Будівництво будівлі театру було завершено навесні 1954 року.

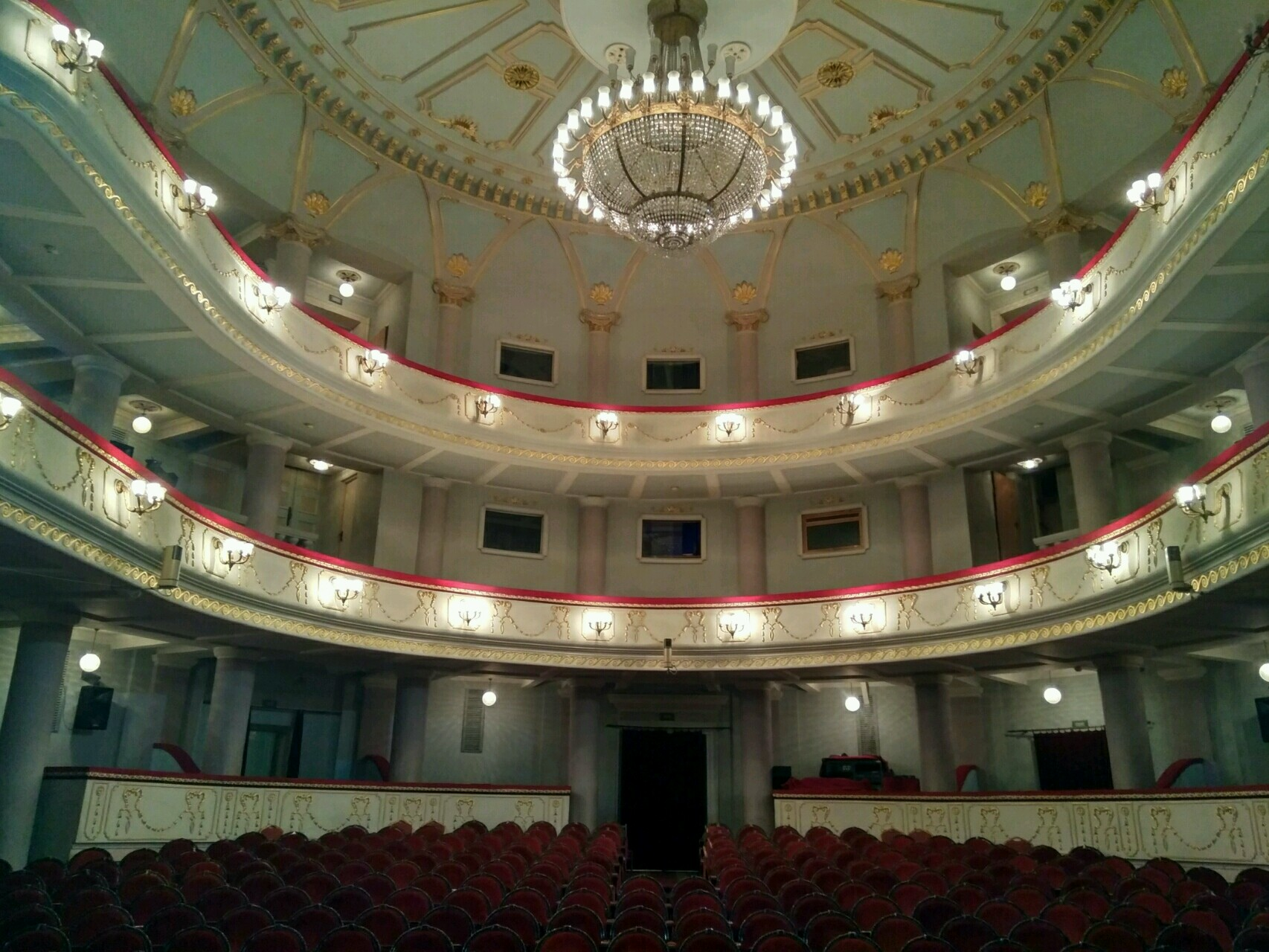
Велика зала.

Будівля театру, зведена на трьох рівнях, останній з яких є пентхаусом, стоїть на підвалі, займає кут кварталу, який колись був зарезервований для поліцейської площі, і збоку межує з вулицею Міхая Емінеску. Споруда розташована з відступом від лінії бульвару, з головним входом, піднятим на подіум сходів, що надає будівдлі загалом монументальності.
Театр у плані прямокутний, з вузьким фасадом, перпендикулярним до бульвару Штефана чел Маре. У просторовій композиції театру домінує циліндричний об'єм, оточений з трьох боків балконами, просторами фойє та коридорів, увінчаних сферичним куполом.
Головний фасад вирішено монументально, з розташованим на осі симетрії центральним портиком, утвореним чотирма колонами коринфського ордеру, фланкованими двома квадратними в розрізі колонами, вирішеними в тому ж стилістичному ключі, на які спирається трикутний фронтон. Різьблений рельєф тимпану, виконаний скульптором Л. Дубиновським, зник під час останньої перебудови. Бічні фасади мають симетричну композицію, з центральними портиками з шести колон посередині фасадів, з ризалітами, увінчаними трикутними фронтонами, які мають бічні входи до будівлі.
Театральна зала, розташована в центрі будівлі, має круглу конфігурацію, перекрита куполом, на поверхні якого за ескізами художника Л. П. Григоращенка було виконано розписи. Ложі та балкони повторюють конфігурацію залу, розташовуючись по периметру, до якого ведуть монументальні сходи з трьома пандусами та сходами, розташованими по кутах квадрата, обмеженого четвертим залом. Два другорядні бічні входи, розташовані з півдня та з півночі, ведуть прямо з вулиці та суміжної площі у фойє театру. Два інші входи, розташовані симетрично описаним вище, ведуть зі сторони сцени, до кімнат адміністрації, гримерок, складів з реквізитом тощо.